# Allan Toft Hansen
Allan Toft Hansen (født 16. maj 1996) er en dansk håndboldspiller der spiller for Mors-Thy.
Han er lillebror til håndboldspillerne René, Henrik og Majbritt Toft Hansen. Han er også storebror til håndboldspilleren Jeanette Toft Hansen. Allan Toft Hansen har gået på Morsø Gymnasium fra 2014 til 2017.